# 亚美尼亚人
亞美尼亞人（羅馬化：hayer [hɑˈjɛɾ]）是一个发源于高加索和安纳托利亚东部的民族和族群，属欧罗巴人种的阿尔卑斯人种或地中海人种类型。使用亚美尼亚语，分成许多方言，属印欧语系亚美尼亚语族。
亞美尼亞人亦可指擁有亞美尼亞共和國國籍者，或亞美尼美境內的民族或族群。
大多數亞美尼亞人在宗教上属基督宗教亚美尼亚教会，這是历史上第一个成为国教的基督教派。由於兩位使徒猶達·達陡和巴托羅繆的努力，基督教在亞美尼亞傳播。如今亚美尼亚人700万人，除居住在亚美尼亚外，还分布在俄罗斯、亞塞拜然、格鲁吉亚、美国、伊朗、法国、德国、烏克蘭、黎巴嫩、巴西、叙利亚，其中俄罗斯是仅次于亚美尼亚的第二大亚美尼亚人聚居地，海外亚美尼亚人多于亚美尼亚共和国的亚美尼亚人。
亞美尼亞語有兩種相互可理解的書面形式。文字是由4世纪末5世纪初由学者聖梅斯羅布创制的亚美尼亚字母，经修改，一直沿用至今。

## 亚美尼亚种族大屠杀
在奥斯曼帝国政府首脑恩维尔帕夏、塔拉特帕夏、杰马尔帕夏等人的号召下，土耳其人於1915年至1917年间对其辖境内亚美尼亚人进行的种族灭绝。亚美尼亚人受害者数量达到150万之众。
土耳其政府至今拒绝承认这是一起土耳其官方发起的有预谋的种族灭绝行为，一些土耳其学者（如奥尔汉·帕穆克等）也持有相同观点。目前共有阿根廷、比利時、加拿大、法國、希臘、意大利、黎巴嫩、荷蘭、俄羅斯、瑞典、德國、美国等数十个国家官方承认这是一场种族灭绝。欧洲议会也承认“亚美尼亚大屠杀”事件，称这宗屠杀为“违反人性的罪行”。联合国防止歧視和保護少數小組委員會也将事件定性为“种族灭绝”。